# MTV Video Music Awards
Gli MTV Video Music Awards (abbreviati come VMAs) sono una manifestazione organizzata dall'emittente televisiva statunitense MTV, dove vengono premiati i migliori videoclip musicali e canzoni degli ultimi 12 mesi. Questi premi sono tra i più importanti degli Stati Uniti, dell'Europa e dell'Asia. Il secondo spettacolo di premi MTV più antico (i CMT Music Awards il più antico, dal 1967 come spettacolo di premi di carte commerciali locali che MTV ha acquisito nel 2000), istituiti nel 1984 come alternativa ai Grammy Awards, la cerimonia di premiazione si tiene ogni anno in una diversa città statunitense.
Tra i premi assegnati, il più ambito è quello per il video dell'anno (Video of the Year).
Tra i vari riconoscimenti, è assegnato anche il Michael Jackson Video Vanguard Award, premio alla carriera che celebra l'artista che si è distinto per i suoi video musicali.

## Trasmissione

### Italia
In Italia, fino al 2008, la manifestazione veniva trasmessa da MTV per intero in diretta in lingua originale, quindi a tarda notte, e successivamente (di solito una o due settimane dopo) veniva ritrasmessa durante la giornata o in prima serata con i sottotitoli ed alcuni tagli. Con l'edizione 2011 dell'evento, tale tradizione è stata ripresa. Per l'edizione 2012, invece, in un primo momento la diretta non era stata programmata, ma successivamente, a seguito di numerose richieste tramite i social network da parte dei telespettatori, è stata assicurata la diretta integrale dello show. Ad aprile 2016 viene annunciato che l'edizione in programma sarebbe stata trasmessa in diretta sul canale 133 di Sky Italia.

## Cerimonie
| Anno | Luogo                     | Città       | Presentatore                                                             |
| ---- | ------------------------- | ----------- | ------------------------------------------------------------------------ |
| 1984 | Radio City Music Hall     | New York    | Dan Aykroyd Bette Midler                                                 |
| 1985 | Radio City Music Hall     | New York    | Eddie Murphy                                                             |
| 1986 | Palladium                 | New York    | Downtown Julie Brown Mark Goodman Alan Hunter Martha Quinn Dweezil Zappa |
| 1986 | Gibson Amphitheatre       | Los Angeles | Downtown Julie Brown Mark Goodman Alan Hunter Martha Quinn Dweezil Zappa |
| 1987 | Gibson Amphitheatre       | Los Angeles | Downtown Julie Brown Carolyne Heldman Dweezil Zappa Kevin Seal           |
| 1988 | Gibson Amphitheatre       | Los Angeles | Arsenio Hall                                                             |
| 1989 | Gibson Amphitheatre       | Los Angeles | Arsenio Hall                                                             |
| 1990 | Gibson Amphitheatre       | Los Angeles | Arsenio Hall                                                             |
| 1991 | Gibson Amphitheatre       | Los Angeles | Arsenio Hall                                                             |
| 1992 | Pauley Pavilion dell'UCLA | Los Angeles | Dana Carvey                                                              |
| 1993 | Gibson Amphitheatre       | Los Angeles | Christian Slater                                                         |
| 1994 | Radio City Music Hall     | New York    | Roseanne Barr                                                            |
| 1995 | Radio City Music Hall     | New York    | Dennis Miller                                                            |
| 1996 | Radio City Music Hall     | New York    | Dennis Miller                                                            |
| 1997 | Radio City Music Hall     | New York    | Chris Rock                                                               |
| 1998 | Gibson Amphitheatre       | Los Angeles | Ben Stiller                                                              |
| 1999 | Metropolitan Opera House  | New York    | Chris Rock                                                               |
| 2000 | Radio City Music Hall     | New York    | Marlon Shawn Wayans                                                      |
| 2001 | Metropolitan Opera House  | New York    | Jamie Foxx                                                               |
| 2002 | Radio City Music Hall     | New York    | Jimmy Fallon                                                             |
| 2003 | Radio City Music Hall     | New York    | Chris Rock                                                               |
| 2004 | AmericanAirlines Arena    | Miami       | —                                                                        |
| 2005 | AmericanAirlines Arena    | Miami       | Sean Combs                                                               |
| 2006 | Radio City Music Hall     | New York    | Jack Black                                                               |
| 2007 | Palms Casino Resort       | Las Vegas   | —                                                                        |
| 2008 | Paramount Studios         | Los Angeles | Russell Brand                                                            |
| 2009 | Radio City Music Hall     | New York    | Russell Brand                                                            |
| 2010 | Nokia Theatre             | Los Angeles | Chelsea Handler                                                          |
| 2011 | Nokia Theatre             | Los Angeles | —                                                                        |
| 2012 | Staples Center            | Los Angeles | Kevin Hart                                                               |
| 2013 | Barclays Center           | New York    | —                                                                        |
| 2014 | The Forum                 | Inglewood   | —                                                                        |
| 2015 | Microsoft Theater         | Los Angeles | Miley Cyrus                                                              |
| 2016 | Madison Square Garden     | New York    | —                                                                        |
| 2017 | The Forum                 | Los Angeles | Katy Perry                                                               |
| 2018 | Radio City Music Hall     | New York    | — (introdotto da Cardi B)                                                |
| 2019 | Prudential Center         | Newark      | Sebastian Maniscalco                                                     |
| 2020 | Barclays Center           | New York    | Keke Palmer                                                              |
| 2021 | Barclays Center           | New York    | Doja Cat                                                                 |
| 2022 | Prudential Center         | Newark      | Jack Harlow LL Cool J Nicki Minaj                                        |
| 2023 | Prudential Center         | Newark      | Nicki Minaj                                                              |
| 2024 | UBS Arena                 | New York    | Megan Thee Stallion                                                      |

## Categorie dei premi

### Categorie votate
- MTV Video Music Award al video dell'anno (Video of the Year; dal 1984)
- MTV Video Music Award all'artista dell'anno (Artist of the Year; dal 2017)
- MTV Video Music Award alla canzone dell'anno (Song of the Year; dal 2018)
- MTV Video Music Award al miglior artista esordiente (Best New Artist; dal 1984)
- MTV Video Music Award all'Esibizione Push dell'anno (Push Performance of the Year)
- MTV Video Music Award al miglior gruppo (Best Group Video dal 1984 al 2007; Best Group dal 2019)
- MTV Video Music Award alla miglior collaborazione (Best Collaboration; dal 2007)
- MTV Video Music Award al miglior pop (Best Pop; dal 2009)
- MTV Video Music Award al miglior rock (Best Rock; dal 1989)
- MTV Video Music Award al miglior hip-hop (Best Hip-Hop; dal 1999)
- MTV Video Music Award al miglior R&B (Best R&B; dal 1993)
- MTV Video Music Award al miglior alternative (Best Alternative; dal 1991)
- MTV Video Music Award al miglior latino (Best Latin; dal 2010)
- MTV Video Music Award al miglior K-pop (Best K-pop; dal 2019)
- MTV Video Music Award al miglior video con un messaggio sociale (Video for Good; dal 2011)
- MTV Video Music Award alla canzone dell'estate (Best Song of the Summer; dal 2013)

### Categorie professionali
- MTV Video Music Award alla miglior regia (Best Direction)
- MTV Video Music Award alla miglior coreografia (Best Choreography)
- MTV Video Music Award ai migliori effetti speciali (Best Visual Effects / Best Special Effects)
- MTV Video Music Award alla miglior scenografia (Best Art Direction)
- MTV Video Music Award al miglior montaggio (Best Editing)
- MTV Video Music Award alla miglior fotografia (Best Cinematography)

### Premi speciali
- MTV Tricon Award
- MTV Video Music Award alla carriera (Michael Jackson Video Vanguard già Video Vanguard e Lifetime Achievement)

### Premi ritirati
- MTV Video Music Award al miglior video di un artista maschile (Best Male Video) (1984-2016)
- MTV Video Music Award al miglior video di un'artista femminile (Best Female Video) (1984-2016)
- MTV Video Music Award al miglior video svolta (Breakthrough Video / Most Experimental Video) (1984-2005; 2009-10)
- MTV Video Music Award al miglior video scelto dal pubblico (Viewer's Choice) (1984-2006)
- MTV Video Music Award al miglior video concept (Best Concept Video) (1984-1988)
- MTV Video Music Award alla miglior esibizione sul palco in un video (Best Stage Performance in a Video) (1984-1989)
- MTV Video Music Award alla miglior esibizione in un video (Best Overall Performance) (1984-1987)
- MTV Video Music Award al miglior video dance (Best Dance Video)
- MTV Video Music Award al miglior video tratto da un film (Best Video from a Film) (1987-2003)
- MTV Video Music Award al miglior video Rap (Best Rap Video) (1989-2006)
- MTV Video Music Award al miglior video lungo (Best Long Form Video; 1991, 2016 e 2022)

## Statistiche e record

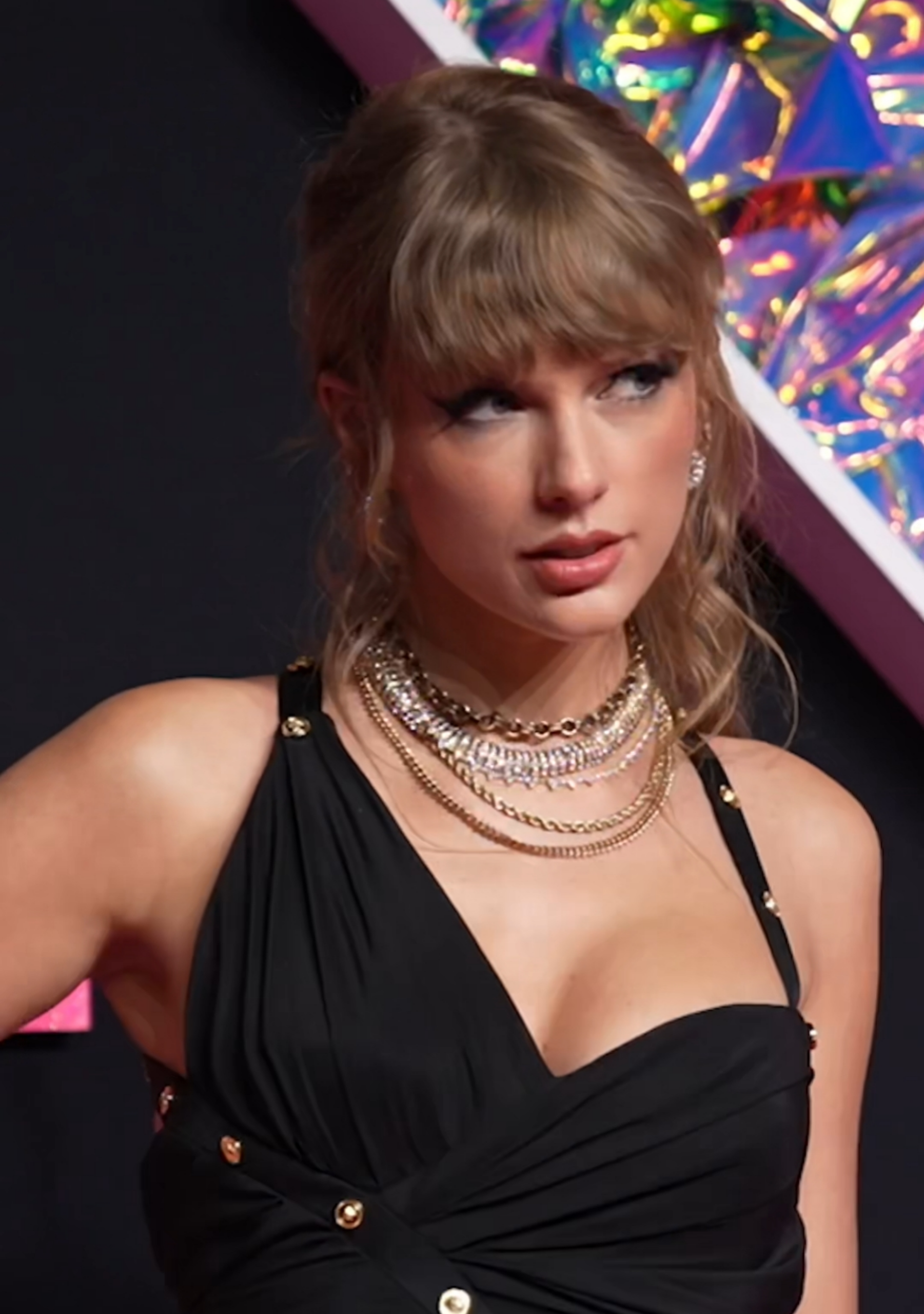
Taylor Swift è l'artista più premiata degli MTV Video Music Awards

L'artista che ha vinto più VMAs è Taylor Swift, con trenta premi ottenuti. Il video che ha vinto più premi è stato invece Sledgehammer di Peter Gabriel che nel 1987 si è aggiudicato ben nove premi, seguito da Bad Romance di Lady Gaga con sette premi e Humble di Kendrick Lamar e Anti-Hero di Taylor Swift con sei.
| Artista               | Anni    | N° premi vinti |
| --------------------- | ------- | -------------- |
| Taylor Swift          | 2009–24 | 30             |
| Beyoncé               | 2003–24 | 27             |
| Madonna               | 1986–99 | 20             |
| Lady Gaga             | 2009–24 | 18             |
| Eminem                | 1999–24 | 15             |
| Peter Gabriel         | 1987–94 | 13             |
| R.E.M.                | 1989–95 | 12             |
| Green Day             | 2003–13 | 11             |
| Justin Timberlake     | 1998–09 | 11             |
| Aerosmith             | 1990–98 | 10             |
| BTS                   | 2019–22 | 10             |
| Ariana Grande         | 2014–24 | 10             |
| Janet Jackson         | 1987–95 | 9              |
| Red Hot Chili Peppers | 1992–22 | 9              |
| Fatboy Slim           | 1999–01 | 9              |